# ロックマン&フォルテ 未来からの挑戦者
『ロックマン&フォルテ 未来からの挑戦者』（ロックマン アンド フォルテ みらいからのちょうせんしゃ）は、バンダイから1999年10月28日に発売されたワンダースワン専用のアクションゲームソフト。

## 概要
本作はバンダイがカプコンからのライセンス許諾を受けて製作・発売したものである。そのため、カプコンの作品リストには本作が収録されていない。
ロックマンとフォルテからプレイヤーキャラクターを選択するシステム、および作中のBGMは『ロックマン&フォルテ』からのものだが、ストーリーおよびボスキャラクター、そしてステージ構成は完全なオリジナルとなっている。シリーズで通例となっているシステムや演出が適用されていないところがある（武器選択画面でBGMが専用のものに切り替わる、ボスが爆発後に四散しない、クリア時の音楽がないなど）。またレゲエやタンゴ、クイント（およびサクガーン）といった、シリーズであまり登場しなかったキャラクターが登場するのも特徴である。
ステージは計8つ存在し、オープニングステージクリア後は4つのステージを自由に選択して攻略していき、それら全てをクリアした後は、3つのステージを固定の順番で進めていく。

## 本作独自の特徴
- 敵の弾は、撃った敵を倒すと消える。そのため、弾は避ける以外にもその敵を倒して消す回避方法が存在。
- メットールなどに弾かれた跳弾にも攻撃力があり、エアコンマンステージの中ボスはそれを利用して倒す方法が用意されている。
- オープニングステージを除いて必ず中ボスが登場する。また、ミス時の再スタート地点は、どのステージも中ボス撃破直後の地点とボス直前の通路の2か所となっている（オープニングステージはボス直前のみ）。
- ラッシュやエディーといったサポートキャラクターは、特殊武器の形式ではなく、ネジと交換して入手するアイテムと同様に所持・使用する[注 2]。
- ステージ選択画面のボスキャラのグラフィックは、ステージクリア後は暗転などとは異なり、専用のやられた姿が表示される。

## ストーリー
100年後の未来よりタイムスリップして来た「ロックマン・シャドウ」と名乗るロックマンにそっくりなロボットと彼の率いる「ディメンションズ」が人類に宣戦布告をし、人間とロボットが平和に共存する街「シンフォニーシティ」を襲撃した。ロックマンとフォルテは、それぞれの理由からディメンションズに立ち向かう。

## 登場キャラクター

### メインキャラクター
DRN.001 ロックマン（Rockman）
SWN.001 フォルテ（Forte）
DRN.002 ロール（Roll）
DRN.000 ブルース（Blues）
Dr.ライト（Dr.Right）
ライトット（Rightot）
Dr.ワイリー（Dr.Wily）

### ボスキャラクター
ダンガンマン（Danganman）
弾丸型のロボット。変形して無敵状態になってからの高速突進が武器。放つ弾は着弾時に地面を震動させ、相手をよろめかせる。

コンロマン（Conroman）
コンロ型のロボット。ヒートマンと同じ目つきをしている。炎をばらまく攻撃が得意。
『ロックマンゼクス アドベント』でカメオ出演している。

エアコンマン（Airconman）
名前はエアコンだが、デザインは巨大な扇風機に手足と頭がついたような姿（エアーマンタイプではない）、そして両手にはうちわを装備。風を起こす間はバスターを弾き、左右から発生させる雲は地形判定で、挟まれると即死。

コムソウマン（Komusoman）
虚無僧型のロボット。3体に分身してからの体当たりや上空からの散弾で攻撃。また尺八を吹いて炎を操ることも出来る。

クロックメン（Clockmen）
二人組の時計型ロボットという、従来では登場しなかったタイプのボス。時間を止められるうえに雷まで発生させることができる。
ディメンションズはこのロボットの能力によって100年後の未来からタイムスリップして来た。

### その他のボスキャラクター
グレーデビル（Gray Devil）
オープニングステージのボス。ディメンションズからの第一の刺客。人型の状態で目を完全に見開いた一瞬にしかダメージを受けない。移動はスライム状に変形して行う。また体の一部を飛ばし、こちらの動きを封じてくる。

コンパスマン（Compassman）
ディメンションズの幹部。文房具（腕と上半身）、方位磁針（額と下半身）、羅針盤（周りの輪）といった全ての「コンパス」のデザインを併せ持つロボット。上半身と下半身が分離可能で、本体は下半身である。

ロックマン・シャドウ（Rockman Shadow）
ディメンションズのリーダー。ロックマンに姿が似ているが、その正体はクイントの失敗作で、ワイリーに捨てられたシャドウは自分で自分を改造、その力で未来の地球上を破壊し尽くした。そして、自分を倒せる者を探すために時を越えてきた。武器は右手のレーザー砲、ワープ機能を持ったサクガーン、光剣である。
なお、シャドウが自身の正体を語る際に表示される画面は、クイントの登場した『ロックマンワールド2』に、背景や地形デザインなどのグラフィックに酷似。

## 特殊武器
本作では、ロックマンとフォルテで、得られる特殊武器が異なっている。また、#本作独自の特徴の記述の通り、サポートロボットは武器エネルギーではなくネジで購入したアイテムの消費で1度だけ呼び出すものだが、便宜上本項で併せて記述する。

### ロックマン専用
ロックバルカン（RV） - ダンガンマンを撃破
途中で真上・真下・前方の3方向に分裂する弾を発射する。

フレイムシャワー（FS） - コンロマンを撃破
前方に炎を放射する。放射を止めると、炎は真上に飛んでいく。攻撃力は低い。

バリアウィンド（BW） - エアコンマンを撃破
攻撃力の高い衝撃波を放つ。特定の壁を壊せる。

ドッペルクラッシュ（DC） - コムソウマンを撃破
全身にエネルギーを溜め込み、体当たりを繰り出す。使用にはチャージが必要で、チャージ中は動けないが、体当たり発動から終了までは完全無敵。攻撃力が高い。

タイムスイッチ（TS） - クロックメンを撃破
3秒だけ時間を止める。時間停止中は攻撃不可能だが、敵に触れてもダメージを受けない。

ラッシュコイル
上に乗ると大ジャンプができ、フォルテの2段ジャンプでないと届かない箇所にも行くことができる。

エディー
エディーを呼び出し、ライフエネルギー回復アイテム（大）を1つ運んでもらう。

ビート
ビートが一定時間ダメージを打ち消すバリアになってくれる。ビートには攻撃効果もある。

タンゴ
タンゴを呼び出し、タンゴが丸まって周囲を跳ねたり転がったりして敵を攻撃する。

### フォルテ専用
フォルテバルカン（FV） - ダンガンマンを撃破
途中で敵をサーチしてカーブしながら飛んでいく弾を発射する。

フレイムミキサー（FM） - コンロマンを撃破
周囲に4つの火の玉を回転させる。バリヤーではないので敵の弾は防げない。回転を止めると、火の玉は真上に飛んでいく。攻撃力は低い。

フォルテサイクロン（FC）- エアコンマンを撃破
攻撃力の高い衝撃波を放つ。特定の壁を壊せる。

ドップラーアタック（DA） - コムソウマンを撃破
4体の小さな分身に変身し、敵に触れることで攻撃する。使用中は完全無敵、かつ自由に飛行でき、地形もすり抜けられ、攻撃力も高く、エネルギー切れの場合を除けば任意で変身解除可能という利便性を誇るが、地形の中で変身を解くと即死する。

タイムボム（TB） - クロックメンを撃破
3秒だけ時間を止める。時間停止中は攻撃不可能だが、敵に触れてもダメージを受けない。

ゴスペルブースト
ゴスペルが変形したアダプターと合体して、空中を自由に飛行する。

レゲエ
効果はエディーと同様で、レゲエを呼び出し、ライフエネルギー回復アイテム（大）を1つ運んでもらう。